# Kenneth Kaunda
Kenneth David Kaunda, poznatiji kao KK (Chinsali, 28. travnja 1924. – Lusaka, 17. lipnja 2021.), afrički vođa, prvi predsjednik Zambije (1964. – 1991.)

## Životopis
Rodio se u misiji Lubwa u gradu Chinsali, kao najmlađi od osmero djece svećenika Škotske crkve. Radio je kao učitelj u mnogim mjestima domovine. Kao aktivan mladić, povezao se s mnogim poznatim ljudima. Najveći utjecaj na njega je izvršio Harry Nkumbula, vođa stranke zvane Afrički nacionalni kongres. Obojica su se često sukobljavala s kolonijalnom vlašću, na kraju završivši zajedno u zatvor na dva mjeseca s prisilnim radom zbog dijeljenja "subverzivne" literature. No, stvari nisu išle glatko. Posvadivši se s Nkumbulom, Kaunda osniva Zambijski afrički nacionalni kongres. Kako je u međuvremenu završio u zatvoru, stranka se raspala, a nakon izlaska pridružuje se novoosnovanoj Ujedinjenjoj nacionalnoj nezavisnoj stranci, postavši i njen predsjednik. Nakon dolaska na vlast, nacionalizirao je sve važne gospodarske grane, prethodno u rukama bijelih kolonizatora. Proglasio je jednostranačku državu, a politika vladajuće stranke zvala se "afrički socijalizam". No, ovakav afrički socijalizam provodili su Kwame Nkrumah i Julius Nyerere. Razvojni planovi od 1964. do 1971. godine razvili su gospodarstvo, ali oni koji su uslijedili nisu bili tako uspješni. S manje od 0,5% populacije sa završenom osnovnom školom, Kaunda je razvio plan sveopćeg obrazovanja. Roditelji su morali kupiti uniformu za dijete, platiti "školarinu" i osigurati pohađanje. Afrički tisak ga je kritizirao zbog sastajanja s apartheidskim režimom. Nakon dolaska na vlast proglasio je izvanredno stanje, koje je bilo na snazi dok je god on bio na vlasti. Vlast je izgubio početkom 1990-ih godina, a u političku mirovinu povukao se 1997. godine nakon optužbi za sudjelovanje u neuspjelom puču.